# Apogonia nobilis
Apogonia nobilis är en skalbaggsart som beskrevs av Gilbert John Arrow 1938. Apogonia nobilis ingår i släktet Apogonia och familjen Melolonthidae. Inga underarter finns listade i Catalogue of Life.